# Sarcochilus iboensis
Sarcochilus iboensis är en orkidéart som beskrevs av Rudolf Schlechter. Sarcochilus iboensis ingår i släktet Sarcochilus och familjen orkidéer. Inga underarter finns listade i Catalogue of Life.